# Maison Ypsilántis
Les Ypsilántis furent une famille grecque phanariote, originaire de Mourousa près de Trébizonde au service du gouvernement ottoman. Elle acquit à partir du XVIIIe siècle un grand crédit et d'immenses richesses à Constantinople, où ses membres exerçaient auprès de la Sublime Porte les fonctions de médecins et de drogmans. Elle s'illustra par la suite dans la guerre d'indépendance grecque.

## Descendance
- Alexandre Ypsilántis, prince de Moldavie et Valachie.
  - Constantin Ypsilántis, fils du précédent, hospodar de Moldavie en 1799.
    - Alexandre Ypsilántis (1792 – 1828), fils du précédent, chef de l'insurrection lors de la guerre d'indépendance grecque.
    - Dimítrios Ypsilántis (1793-1832), frère du précédent, un des protagonistes de la guerre d'indépendance grecque.
      -         - Théodore Ypsilántis (1881-1943), arrière-petit-fils du second, homme politique grec.